# Tigran Hamasyan
Tigran Hamasyan (Gyumri, 17 luglio 1987) è un pianista e compositore armeno.

## Biografia
Nato da padre gioielliere e madre designer di vestiti, Hamasyan si è avvicinato alla musica grazie al padre, grande ascoltatore di gruppi rock classici (come i Led Zeppelin), e allo zio, appassionato di jazz e bebop. A soli tre anni i genitori notano la sua predisposizione alla musica quando incomincia a suonare melodie sul pianoforte che c'era in casa, iniziarono quindi a fargli studiare musica a cinque anni; Hamasyan approccerà per la prima volta il jazz a nove anni. A sedici anni si trasferisce con la famiglia a Los Angeles, dove fonderà il gruppo "Aratta Rebirth".
Nel frattempo Hamasyan è maturato velocemente come artista, vincendo numerosi premi nonostante la giovanissima età: nel 2003 vince il premio "rivelazioni" al Jazz à Juan e il premio della critica e del pubblico al Festival di Montreux, nel 2006 vince come "miglior piano jazz" al Thelonious Monk Institute of Jazz. Nel 2006 ha registrato il materiale che ha in seguito formato il disco di debutto World of Passion, uscito nel 2009 insieme a Red Hail con gli Aratta Rebirth.
Nel 2010 è stata la volta del terzo album A Fable, seguito nel 2011 da EP Nº1. Il quarto album Shadow Theater esce nel 2013, mentre l'anno seguente è stato pubblicato il secondo EP The Poet. Il 2015 ha segnato l'uscita degli album Mockroot e Luys i Luso.
Nel 2017 esce An Ancient Observer, a cui ha fatto seguito The Call Within nel 2020.

## Discografia

### Da solista
Album in studio
- 2009 – World of Passion
- 2009 – Red Hail
- 2010 – A Fable
- 2013 – Shadow Theater
- 2015 – Mockroot
- 2015 – Luys i Luso (con lo Yerevan State Chamber Choir e Harutyun Topikyan)
- 2016 – Atmosphères (con Arve Henriksen, Eivind Aarset e Jan Bang)
- 2017 – An Ancient Observer
- 2020 – The Call Within
- 2022 – StandArt
- 2024 – The Bird Of A Thousand Voices

EP
- 2011 – EP Nº1
- 2014 – The Poet
- 2018 – For Gyumri

### Con il Tigran Hamasyan Trio
- 2009 – New Era

### Collaborazioni
- 2013 – Jazz-Iz-Christ – Jazz-Iz-Christ